# 梯里达底三世 (亚美尼亚)

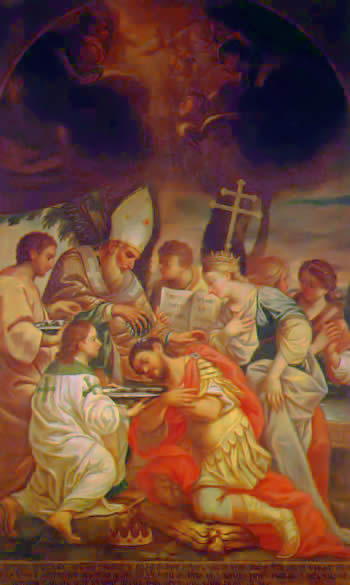
梯里达底三世受洗

梯里达底三世（公元250年~公元330年）大亚美尼亚国王（287年－330年在位）。也有一些学者把他列为梯里达底四世，因为把统治过两次的亚美尼亚国王梯里达底一世当成了两个人。梯里达底三世的在位时间难于确定，并且可能与其他一些国王的名字弄混了。只知道他是确立了基督教在亚美尼亚的国教地位的国王。
梯里达底三世是大亚美尼亚国王库思老二世之子，并且可能是亚美尼亚基督教会的创立者启蒙者格列高利的弟弟。根据记载，他是由罗马皇帝戴克里先所扶立的。由于亚美尼亚的王室是帕提亚统治者阿尔沙克王朝的旁系，因而在帕提亚帝国覆灭后，亚美尼亚感受到了伊朗的新统治者萨珊王朝的威胁。梯里达底三世与罗马帝国结盟，于297年的关键战役中打败了萨珊王朝的军队，从而保障了亚美尼亚的独立。
梯里达底三世统治时期最著名的事件是：亚美尼亚于301年接受基督教为国教。亚美尼亚是世界上第一个以基督教为国家信仰的国家。梯里达底三世得到了部分贵族的支持，并赐给教会很多土地。但是，这种做法也使原本与伊朗有着深厚历史关系的亚美尼亚和东方发生了永久的分裂。梯里达底三世因此被反对基督教的贵族刺杀。
一般认为，是梯里达底三世将小亚美尼亚并入大亚美尼亚王国。
| 前任： 库思老二世 | 大亚美尼亚国王 | 继任： 库思老三世 |